# Manda Scott
Manda Scott (Glasgow, 1962) è una scrittrice britannica. Nata e cresciuta in Scozia, ha studiato presso la School of Veterinary Medicine di Glasgow. Dopo la carriera come veterinaria, esordisce come scrittrice nel 1997, professione a cui attualmente si dedica a tempo pieno, insieme ad attività di docenza e di giornalismo. È conosciuta principalmente come autrice di romanzi gialli e storici, tra i suoi lavori più noti il ciclo di romanzi storici ispirati alla figura della regina Boudica.

## Opere
Il libro di esordio di Manda Scott, Hen's Teeth, viene pubblicato nel 1997 e selezionato come concorrente per il premio Orange Prize. Nel 2003 il suo romanzo No Good Deed viene nominato per l'Edgar Award. 
Nel decennio dal 2003 al 2013 si dedica primariamente alla stesura di due quadrilogie di romanzi storici. Il primo ciclo racconta la Britannia prima e durante l'invasione romana (coprendo l'arco temporale dal 32 d.C. al 60 d.C.) e ha come protagonisti Breaca, la giovane donna Iceni che diventerà la guerriera conosciuta come Boudica e il personaggio fittizio di suo fratello Bàn. Il secondo ciclo, ambientato nello stesso universo narrativo, è stato solo parzialmente tradotto in italiano e narra le avventure di una spia di nome Sebastos Pantera durante il regno dell'imperatore Nerone fino al 69 d.C., l'anno dei quattro imperatori.
La combinazione di elementi storici e fantastici che caratterizzano il Ciclo di Boudica e il Ciclo di Roma è riscontrabile anche ne Il Teschio di Cristallo, che vede l'archeologa Stella Cody indagare sulla profezia Maya relativa alla fine del mondo prevista per il 2012. Il romanzo presenta due diverse linee temporali, impostazione narrativa utilizzata anche per i lavori più recenti dell'autrice: Into the fire e A treachery of Spies. Quest'ultimo vince, nel 2019, il McIlvanney Prize, un premio dedicato ai migliori scrittori Scozzesi di romanzi gialli. 

## Altre attività
Prima di dedicarsi alla scrittura, Manda Scott ha perseguito la carriera veterinaria, specializzandosi in anestesia e veterinaria equina. È stata docente presso le università di Cambridge e Dublino.
Durante gli anni di stesura del Ciclo di Boudica, Manda Scott si è avvicinata all'esperienza dello sciamanesimo e dal 2004 organizza seminari di pratica sciamanica all'interno del suo programma Dreaming Awake. 
Ha scritto per le seguenti testate giornalistiche: The Herald, The Independent, The Guardian, The Daily Telegraph, The Times, Huffington Post.